# Enrico Letta

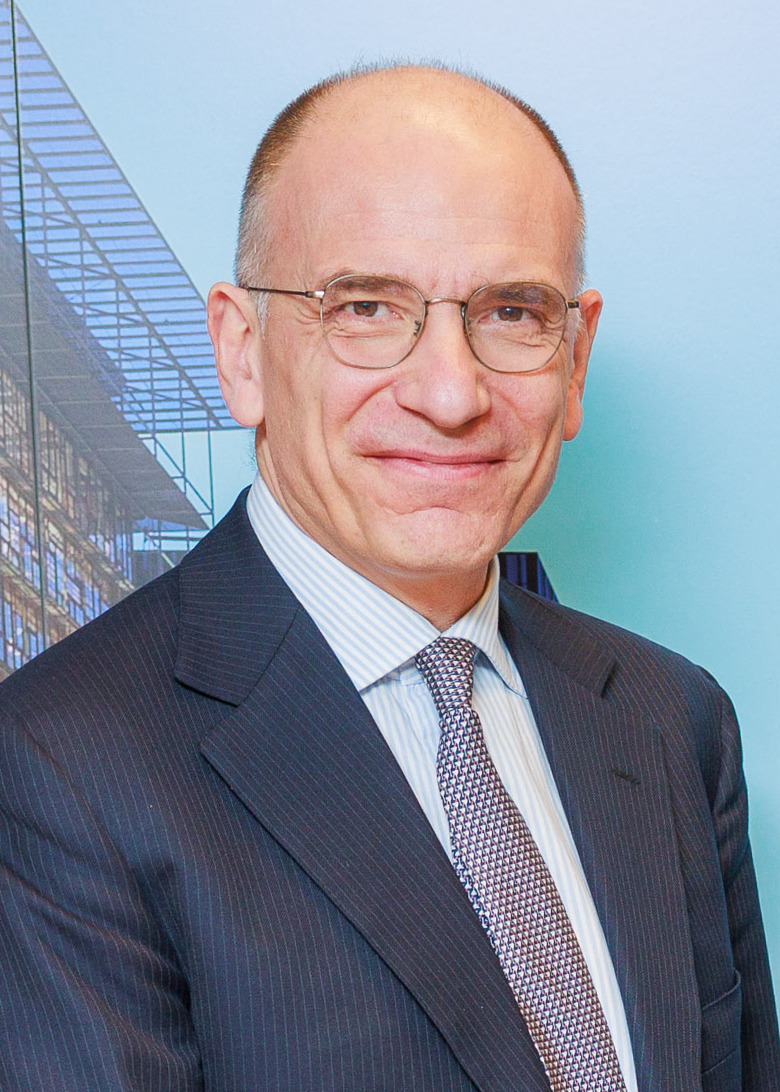
Enrico Letta (2024)

Enrico Letta (* 20. August 1966 in Pisa) ist ein italienischer Politiker (PD) und Politikwissenschaftler. Vom 14. März 2021 bis zum 12. März 2023 war er Vorsitzender des Partito Democratico. Letta war vom 28. April 2013 bis zum 22. Februar 2014 Ministerpräsident Italiens. Von 2015 bis März 2021 war er Dekan der Paris School of International Affairs am Institut d’études politiques de Paris.

## Familie, Ausbildung und wissenschaftliche Karriere
Letta wurde geboren als Sohn des Mathematikers Giorgio Letta (* 1936), Professor an der Universität Pisa, und seiner Ehefrau Anna. Der Vater stammte (wie sein Onkel, der Politiker Gianni Letta) aus Avezzano, Provinz L’Aquila. Nach dem Abschluss seines Studiums der Politikwissenschaften an der Universität Pisa wurde Letta 1997 mit einer Forschungsarbeit zum Europarecht an der Scuola Superiore Sant’Anna in Pisa promoviert.
Ab 1991 arbeitete er an der von Beniamino Andreatta begründeten politischen Forschungseinrichtung Agenzia di ricerche e legislazione (AREL), deren Generalsekretär Letta 1993 wurde. Von 2001 bis 2003 lehrte er an der privaten Università Carlo Cattaneo in Castellanza (Provinz Varese), anschließend an der Scuola Superiore Sant’Anna und 2004–2005 an der École des hautes études commerciales de Paris.
Letta zog sich 2015 vorübergehend aus der aktiven Politik zurück und wurde Dekan der Paris School of International Affairs am Institut d’études politiques de Paris (Sciences Po). Diese Position hatte er bis zur Rückkehr in die italienische Politik im März 2021 inne. Außerdem ist er seit 2016 Präsident der europäischen Denkfabrik Institut Jacques Delors.
Er ist in zweiter Ehe mit Gianna Fregonara, Journalistin bei der Tageszeitung Corriere della Sera, verheiratet. Das Paar hat drei Kinder.

## Politische Karriere

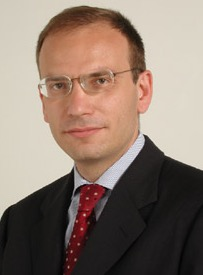
Letta im Jahr 2001

Letta begann sein politisches Engagement bei der Jugend der Democrazia Cristiana (DC). Bereits als Student gehörte er von 1990 bis 1994 dem Gemeinderat seiner Heimatstadt Pisa an und war von 1991 bis 1995 Vorsitzender der Jugendorganisation der Europäischen Volkspartei. Danach war Letta Generalsekretär des Euro-Ausschusses im italienischen Haushaltsministerium (1996–1997) und 1997–1998 stellvertretender Vorsitzender der DC-Nachfolgerin Partito Popolare Italiano (PPI).
Im Kabinett D’Alema I (Oktober 1998 bis Dezember 1999) war er einer von sieben Ministern ohne Geschäftsbereich, zuständig für europäische Gemeinschaftspolitik. Mit 32 Jahren war er bei seiner Ernennung der jüngste Minister in der Geschichte der Italienischen Republik. Im Kabinett D’Alema II (Dezember 1999 bis April 2000) war er Minister für Industrie, Handel und Handwerk; ebenso im Kabinett Amato II (April 2000 bis Juni 2001). Von 2001 bis 2004 war er Abgeordneter in der Camera dei deputati. Die PPI ging 2002 in der Partei La Margherita – Democrazia è Libertà auf, deren wirtschaftspolitischer Sprecher Letta bis 2007 war.
Bei der Europawahl 2004 wurde Letta auf der Mitte-links-Liste L’Ulivo in das Europäische Parlament gewählt, dem er bis 2006 als Fraktionsmitglied der Allianz der Liberalen und Demokraten für Europa (ALDE) angehörte. Dort war er im Ausschuss für Wirtschaft und Währung, in der Delegation für die Beziehungen zu den Maghreb-Ländern und der Union des Arabischen Maghreb sowie im Nichtständigen Ausschuss zu den politischen Herausforderungen und Haushaltsmitteln der erweiterten Union 2007–2013 tätig.
Nach dem Sieg des Mitte-links-Bündnisses L’Unione bei den italienischen Parlamentswahlen im April 2006 zog er als Vertreter der L’Ulivo-Liste erneut in die Abgeordnetenkammer ein und wurde im Kabinett Prodi II zum Staatssekretär beim Ministerratspräsidium ernannt. In dieser Funktion löste er seinen Onkel Gianni Letta ab, der dem gegnerischen Mitte-rechts-Lager um Silvio Berlusconi angehörte.
Am 23. Mai 2007 gehörte Letta zu den 45 Unterzeichnern des Gründungskomitees der aus Links- und Christdemokraten fusionierten Partito Democratico (PD). Seine Kandidatur für den Vorsitz der neuen Partei wurde von namhaften Vertretern zentristischer Gruppierungen unterstützt, u. a. von Landwirtschaftsminister Paolo De Castro und dem ehemaligen Staatspräsidenten Francesco Cossiga. Bei der am 14. Oktober 2007 durchgeführten, für alle Bürger (nicht nur Parteimitglieder) offenen Urwahl, an der sich über 3,5 Millionen PD-Sympathisanten beteiligten, unterlag er mit 11,1 % der Stimmen jedoch deutlich seinen Rivalen Walter Veltroni (75,8 %) und Rosy Bindi (12,9 %).
Bei den Parlamentswahlen 2008 und 2013 wurde Letta als Abgeordneter bestätigt. Obwohl er dem zur Mitte tendierenden Parteiflügel angehört, unterstützte er bei der Urwahl des Vorsitzenden im Oktober 2009 den linken Kandidaten Pier Luigi Bersani, der die Wahl auch gewann. Anschließend war Letta bis April 2013 stellvertretender Parteivorsitzender (vicesegretario) der PD.
Letta war Mitglied in der Trilateralen Kommission und saß gemeinsam mit Mario Monti im Exekutivausschuss des Aspen Institutes Italien. Im Frühjahr 2012 nahm Letta an der Bilderberg-Konferenz in Chantilly (Virginia) teil.

### Amtszeit als Ministerpräsident

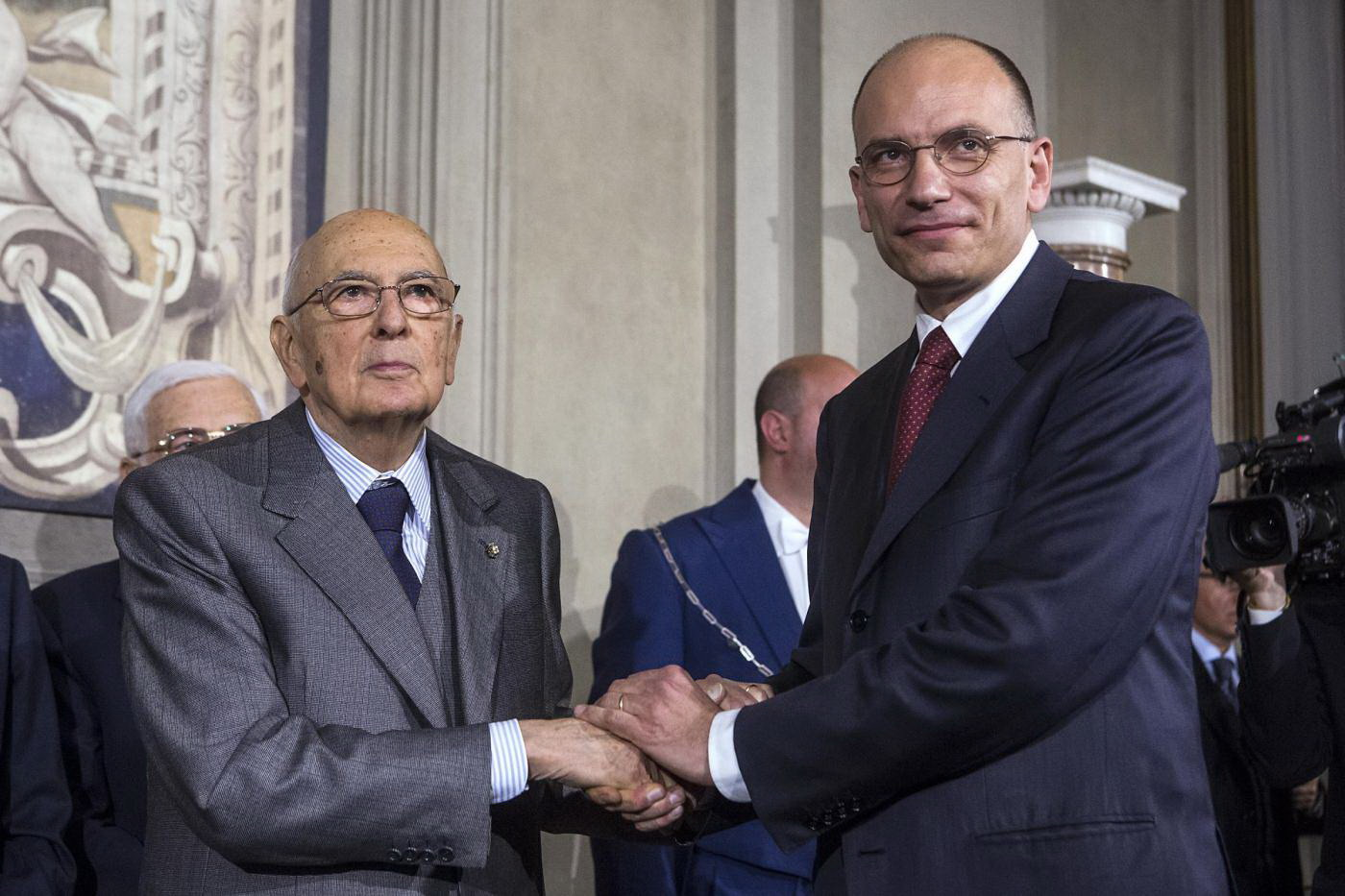
Enrico Letta mit Staatspräsident Giorgio Napolitano, 2013

Im Zuge der Regierungskrise nach den italienischen Parlamentswahlen Ende Februar 2013 wurde Letta als Vizechef der Partito Democratico am 24. April 2013 von Staatspräsident Giorgio Napolitano mit der Regierungsbildung beauftragt. Zuvor war sein Parteichef Pier Luigi Bersani daran gescheitert und hatte seinen Rücktritt angekündigt. Letta strebte eine Koalition mit Silvio Berlusconis PdL und Mario Montis Scelta Civica an und legte Napolitano am 27. April seine Kabinettsliste vor. Seine Regierung wurde am 28. April vereidigt. Am gleichen Tag schoss der 49-jährige Fliesenleger Luigi Preiti vor dem Palazzo Chigi auf die dortigen Wachen und forderte diese auf, ihn zu töten. Er verletzte zwei Carabinieri und eine schwangere Passantin. Der Angriff galt eigentlich Letta, der nur einen Kilometer entfernt die Sitzung mit seinen Ministern abhielt.
Die italienische Verfassung schreibt eine Vertrauensabstimmung über jede neue Regierung in beiden Kammern des Parlaments – Abgeordnetenhaus und Senat – vor. Lettas Regierung erhielt bei dieser Abstimmung am 29. April 2013 im Abgeordnetenhaus eine große Mehrheit.
Auch im Senat einen Tag später erhielt sie eine große Mehrheit (233 Senatoren pro, 59 contra, 18 Enthaltungen).
Lettas Regierung zählte 21 Ministerien. Berücksichtigt wurden die drei großen politischen Strömungen: das Mitte-links- und das Mitte-rechts-Lager, die Parteien des Zentrums sowie Unabhängige.
Letta absolvierte Antrittsbesuche in Berlin, Brüssel (EU) und Paris.

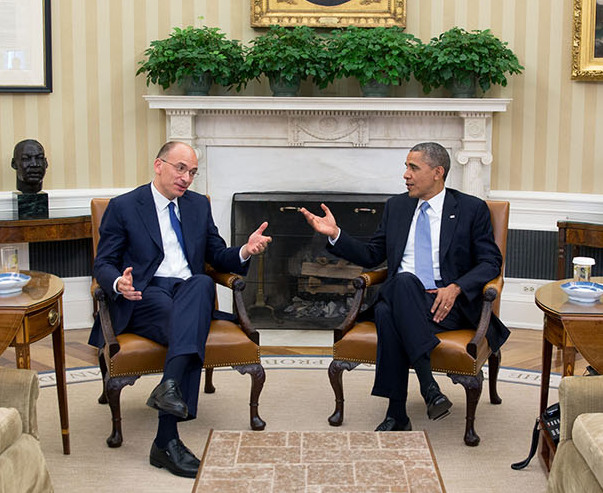
Enrico Letta mit US-Präsident Barack Obama in Washington, D.C., Oktober 2013

Am 26. September 2013 veröffentlichte der Internationale Währungsfonds eine Studie zur wirtschaftlichen Situation Italiens und prognostizierte eine Nettoneuverschuldung in Höhe von 3,2 % des BIP (die Regierung hatte zuvor 2,9 % genannt), für 2013 eine Rezession (1,8 Prozent) und für 2014 ein Wachstum von 1,4 Prozent.
Die IWF-Ökonomen forderten die italienische Regierung auf, den Arbeitsmarkt und den Dienstleistungssektor zu deregulieren, sein Justizsystem effizienter zu machen und das Privatisierungsprogramm wieder zu aktivieren, um die hohe Neuverschuldung Italiens zu senken.
Am 28. September 2013 ließ Angelino Alfano, stellvertretender Ministerpräsident im Kabinett Letta und Sekretär von Berlusconis Partei PdL, mitteilen, dass die fünf Minister seiner Partei aus der italienischen Regierung zurücktreten werden. Begründet wurde dies offiziell mit dem Protest gegen eine geplante Erhöhung der Mehrwertsteuer („IVA“), doch viele Beobachter sahen dahinter ein politisches Manöver Berlusconis, von seinen juristischen Problemen abzulenken und Neuwahlen herbeizuführen. Einen Tag zuvor hatte Letta nach dem Scheitern einer Kabinettssitzung über ein fiskalpolitisches Paket angekündigt, am 2. Oktober 2013 die Vertrauensfrage in beiden Kammern des Parlaments stellen zu wollen, um zu sehen, ob er noch über eine stabile Regierungsmehrheit verfügt. Die Minister des PdL unterschrieben am gleichen Wochenende auf „Geheiß“ Berlusconis ihren Rücktritt, äußerten aber Kritik an dem „extremistischen“ Entscheid ihres Parteivorsitzenden. Am 1. Oktober rief Alfano die PdL-Abgeordneten dazu auf, bei der Vertrauensfrage für Letta zu stimmen. Am Abend des gleichen Tages wies Letta den Rücktritt der PdL-Minister zurück.
Bei der am 2. Oktober stattfindenden Vertrauensfrage votierten 77 Prozent der Senatoren (235 pro, 70 contra) für Letta. Damit scheiterte zugleich der Versuch Berlusconis, die Regierung Letta zu Fall zu bringen. Zuletzt hatte Berlusconi, angesichts der sich abzeichnenden Abstimmungsniederlage und einer drohenden Spaltung seiner eigenen Partei, selbst dafür plädiert, Letta das Vertrauen auszusprechen. Auch im Abgeordnetenhaus sprach ihm die Mehrheit der Parlamentarier das Vertrauen aus (435 pro, 162 contra).
Auf Grund einer parteiinternen Abstimmung vom 13. Februar 2014, mit der der Forderung des neuen Parteivorsitzenden Matteo Renzi nach einer neuen Regierung entsprochen wurde, trat Letta mit seinem Kabinett am 14. Februar 2014 zurück. Staatspräsident Napolitano beauftragte das Kabinett Letta mit der Fortführung der laufenden Amtsgeschäfte bis zur Vereidigung der neuen Regierung Renzi. Letta übergab sein Amt am 22. Februar 2014 an Renzi. Anschließend war er noch bis Juli 2015 Mitglied der Camera dei deputati.

### Vorsitzender der Partito Democratico
Am 14. März 2021 wurde Letta an die Spitze der Partito Democratico gewählt. Bei einer Online-Parteiversammlung erhielt er 860 Ja-Stimmen bei nur zwei Gegenstimmen. Er folgte auf Nicola Zingaretti, der Anfang März wegen interner Machtkämpfe zurückgetreten war. Bei Zwischenwahlen im Wahlkreis von Siena, die durch den Rücktritt des PD-Abgeordneten Pier Carlo Padoan ausgelöst wurden, errang Letta im Oktober 2021 wieder einen Sitz in der Abgeordnetenkammer. Nach den Parlamentswahlen am 26. September 2022 kündigte Letta an, dass er nicht erneut für den Parteivorsitz kandidieren werde. Im Februar 2023 wurde Elly Schlein zu seiner Nachfolgerin gewählt.

## Veröffentlichungen (Auswahl)
- Costruire una cattedrale. Perché l’Italia deve tornare a pensare in grande. Mondadori, Mailand 2009, ISBN 978-88-04-59050-7
- In questo momento sta nascendo un bambino. Rizzoli, Mailand 2007, ISBN 978-88-17-01988-0
- L’Europa a venticinque. Il Mulino, Bologna 2006, ISBN 978-88-15-11015-2
- La comunità competitiva. L’Italia, le libertà economiche e il modello sociale europeo. Donzelli, Rom 2001, ISBN 978-88-7989-625-2
- Passaggio a nord-est. L’unione europea tra geometrie variabili, cerchi concentrici e velocità differenziate. Il Mulino, Bologna 1994, ISBN 978-88-15-04834-9
- Much more than a market. Speed, Security, Solidarity - Empowering the Single Marker to deliver a sustainable future and prosperity for all EU Citizens ("Letta-Report"), 2024[32]